# Гуляк Степан
Степан Гуляк (14 листопада 1906, с. Жизномир, Бучацький повіт, Станиславівський округ, Королівство Галичини та Володимирії, Австро-Угорщина — 19 січня 1979, м. Торонто, Онтаріо, Канада) — український колабораціоніст з нацистською Німеччиною, офіцер 14-ї гренадерської дивізії військ СС «Галичина», оберштурмфюрер військ СС, сотник УНА, ветеранський і громадський діяч, підприємець і меценат. 

## Життєпис
Народився 14 листопада 1906 року в селі Жизномир Бучацького повіту. Закінчив народну школу у рідному селі та середню школу в Бучачі.
Служив у польській армії, закінчив підстаршинську школу в Ченстохові та старшинську в Бидгощі. Отримав звання підпоручника. Звільнений з війська через відмову перейти на римо-католицький обряд.
Повернувся до Бучача[коли?], став членом УВО, а згодом ОУН. Займав посаду інструктора бойового вишколу підпільників. Ув'язнений польською поліцією в тюрмі в Бучачі, з якої звільнився в 1939 році.
Перейшов нелегально німецько-радянський кордон[коли?] та проживав в Ярославі. Займався вишколом членів ОУН в районі Криниці. 
Після початку німецько-радянської війни служив старшиною для особливих доручень у Першому українському полку «ім. Холодного Яру» під командою Леоніда Ступницького. Після розформування полку перебував на нелегальному становищі, а згодом приєднався до дивізії СС «Галичина».
Після пройдених вишколів у Лєшанах та Дембіці відправлений до вишкільного табору біля Штрасбургу, де проводив вишкіл новобранців. Призначений командиром 3-ої сотні ф'юзилерів та відправлений із підрозділом на фронт під Броди. Поранений у бою та лікувався у Будапешті.
Після переформування дивізії знову очолив 3-ю сотню ф'юзилерів 14-го батальйону і у вересні 1944 служив у Словаччині, де брав участь у боротьбі з комуністичними партизанами в районі Банської Бистриці. Разом з підрозділом воював згодом проти комуністичних партизан у Словенії. 
З капітуляцією Німеччини перебував американському полоні, а після звільнення, проводив вишкіл вартівничих сотень по таборах. 
У 1952 році переїхав до Канади. Разом із своїм братом був власником ресторану «Одеса» в Торонто. Був головою торонтської станиці Братства колишніх вояків 1-ої УД УНА. 
Помер 19 січня 1979 року.

## Праці
- Автор спогаду «Празник Св. Петра і Павла в окопах» у збірці спогадів «Броди».[6]